# Турци у Републици Српској
Турци у Републици Српској (тур. Sırp Cumhuriyeti Türkler) су грађани турског поријекла, који живе и раде на територији Републике Српске. Турска национална мањина је најмалобројнија мањинска заједница у Републици Српској. Присуство Турака на овим просторима је присутно од периода пада средњовијековних српских земаља Краљевине Босне и Војводства од Светог Саве. Након два српска устанка, велики број Турака је са територије тадашње Србије пресељен на територију Босне, која је и даље била дио Отоманске империје.
Турци су једна од седамнаест службених националних мањина у Републици Српској, а њихове интересе заступају представници и делегати у Вијећу народа Републике Српске, Савјету националних мањина и Савезу националних мањина. Делегати из Вијећа народа се распоређују у радна тијела, Савјет националних мањина бира предсједника, потпредсједника и секретара, док Савез националних мањина бира предсједника, потпредсједника и Координационо тијело, које 2016. године замјењује Управни одбор. Турци нису учествовали у оснивању Савеза националних мањина, а до сада нису имали делегате у сазивима Вијећа народа, Савеза националних мањина и Савјета националних мањина.

## Историјат
Први Турци у значајнијем броју долазе на просторе данашње Републике Српске почетком 15. вијека, прво као трговци, а потом као освајачи. Након што је Османско царство окупирало српску Краљевину Босну 1463. године и Војводство Светог Саве 1483. године, на овим просторима почиње отомански историјски период који карактерише економска, политичка, административна и војна присаједињеност турској империји.
Послије наглог погорсања односа измедју кнезевске владе и Портиних гарнизона у градовима у 1861. години, Србија је успјела да се с Високом Портом договори о томе да муслиманско становниство које је боравило по градовима у Србији напусти одмах своје домове. Порта је одлуцила да ове "султанове мусафире", како их је босански валија називао, односно мухаџире, како их је правилније домаће становништво називало, насели у Босанском ејалету. Истовремено су образоване двије поткомисије, османска и српска, да процијене вриједност њихових непокретних добара које је Србија требало да исплати Турској.
Још од половине 1862. године, мухаџири су почели неорганизовано и у већим групама прелазити преко Дрине у Босну. Тих дана босанске власти су им одредиле привремени смјештај углавном у зворничком кајмакамлуку. Аустријски генерални конзул барон Стјепан Јовановиц је 6. фебруара 1863. године извијестио министра Рехберга да је највриједнија ствар овог времена било управо збрињавање и насељавање муслиманских породица које су у Босну дошле из Србије. Оне су привремено смјештене по приватним кућама. Власти су им давале новчану помоћ из државне касе. Чим је добио дозволу из Цариграда да у Босни може стално населити бивше становнике Ужица и Сокола, босански валија је изјавио да би било добро да се они размјесте у Бијељини, Зворник и Сарајеву.
Повлачењем Отоманске империје са ових простора, односно потпадањем под аустро-угарску власт драстично се смањује и број домаћих припадника турске народности на просторима Српске, док бива досељен велики број припадника турске народности из Србије.
Након формирања Краљевине СХС, 1921. године проведен је први попис становништва. Судећи према доступним подацима, а на основу евидентираног матерњег језика пописаних, само је мали број, односно 231 припадник, био евидентиран у Босни и Херцеговини.
Турски културни утицај на просторима Републике Српске је готово немјерљив и кроз неколико вијекова интензивног трајања постао је снажно испреплетен с локалним аутохтоним културама. Одређен број културних богатстава у Републици Српској настао у периоду од 15. до касног 19. вијека снажно је обиљежен отоманским или турским утицајем.

## Религија
Турци у Републици Српској, као и већина њихових сународника, у матичној земљи, као и широм свијета су исламске вјероисповијести.

### Отомански вјерски објекти
- Атик џамија у Фочи
- Атик џамија у Бијељини
- Бијела џамија у Сребреници
- Султан Селимова џамија у Кнежини
- Азизија џамија у Костајници
- Ферхадија џамија у Бањој Луци

## Култура
Узевши у обзир неколико вијекова турске управе на овим просторима, култура обичаји и традиција коју су Турци донијели и успоставили је и данас опште пристутна, како код свог народа, тако и у култури осталих народа који живе у Републици Српској.

## Удружења
У Републици Српској, не постоји ни једно удружење, које окупља припаднике турског народа.

## Распрострањеност
По попису становништва 2013. у Босни и Херцеговини, а према подацима које је издао Републички завод за статистику, и који су једини валидни за Републику Српску, у Републици Српској је живјело 8 Турака. Турци настањују сљедеће општине и градове:
| Турци, по општинама и градовима, према попису становништва 2013. у Републици Српској |        |
| јединица локалне самоуправе                                                          | укупно |
| укупно                                                                               | 8      |
| Бијељина                                                                             | 1      |
| Брчко                                                                                | 3      |
| Дервента                                                                             | 4      |
| Костајница                                                                           | 1      |
| Петрово                                                                              | 1      |
| Теслић                                                                               | 1      |

## Значајне личности
- Огуз Килич, први генерални конзул Турске у Бањој Луци, постављен на ту функцију током 2020. године када је и отворен Конзулат Републике Турске у највећем граду Републике Српске.[8]